# روج ون: قصة من حرب النجوم
المارقة: قصة من حرب النجوم (بالإنجليزية: Rogue One: A Star Wars Story) أو ببساطة المارقة (بالإنجليزية: Rogue One) هو فيلم أمريكي من إخراج جاريث إدواردز، وكتابة كريس ويتز وتوني غيلروي بناء علي قصة كتبها جون نول وجاري ويتا. وسوف تكون أول قصص مختارات من حرب النجوم، الفيلم قصة قائمة بذاتها وتصور أحداث ما قبل أحداث السلسلة الأصلية حرب النجوم. طاقم التمثيل يتضمن فيليسيتي جونز، دييغو لونا، بن مندلسون، دوني ين، مادس ميكلسن، Alan Tudyk، جيانغ ون، فورست ويتيكر، الفيلم يتتبع مجموعة من المتمردين الجواسيس في مهمة لسرقة التصاميم الخاصة بـ"نجمة الموت" من الامبراطورية.
تم إنتاج الفيلم من قبل لوكاس فيلم وتوزيعه من قبل استوديوهات أفلام والت ديزني. التصوير بدأ في استوديوهات Elstree بالقرب من لندن خلال أوائل أغسطس 2015 وتم الانتهاء منه في شباط / فبراير 2016، تم إعادة التصوير لبعض المشاهد الإضافية في منتصف حزيران / يونيو 2016. روج وان: قصة من حرب النجوم
حظي الفيلم بعرضه الأول في مهرجان دبي السينمائي الدولي في 14 كانون الأول / ديسمبر 2016 وصدر في الولايات المتحدة في 16 ديسمبر 2016.
استنادًا إلى فكرة طرحها نول قبل عشر سنوات من دخولها موضع التطوير، أنتِج الفيلم ليكون مختلفًا في اللهجة والأسلوب عن أفلام حرب النجوم التقليدية، مع حذف الزحف الافتتاحي المعتاد في السلسلة وتتابع الشاشة الانتقالي. بدأ التصوير الرئيسي للفيلم في استوديوهات بينوود، باكنغهامشير في المملكة المتحدة في أوائل أغسطس 2015، وانتهى في فبراير 2016. مر الفيلم بمرحلة إعادة تصوير واسعة النطاق من إخراج غيلروي في منتصف عام 2016. يتبع الفيلم مجموعة من المتمردين في مهمة لسرقة خطط نجمة الموت، سلاح الإمبراطورية المجرة الفائق، مباشرةً قبل بداية أحداث فيلم آ نيو هوب.
عُرض الفيلم لأول مرة في لوس أنجلوس في 10 ديسمبر 2016، وأطلِق في الولايات المتحدة في 16 ديسمبر. تلقى مراجعات إيجابية من النقاد، مع الثناء على قصته والتصوير والسرد، ولكن وُجه انتقاد لشخصياته السطحية وإعادة الإنتاج الرقمي للممثلين من الثلاثية الأصلية. حقق الفيلم أكثر من مليار دولار في جميع أنحاء العالم، ما يجعله الفيلم رقم 36 الأعلى ربحًا على الإطلاق (احتل المرتبة العشرين في وقت إصداره)، وثاني أعلى فيلم حقق ربحًا لعام 2016، ورابع أعلى فيلم ربحًا في سلسلة حرب النحوم. حصل الفيلم على ترشيحات لجوائز الأوسكار لأفضل مزج صوتي وأفضل مؤثرات بصرية.

## الحبكة
يختبئ عالِم الأبحاث غالين إرسو وعائلته على كوكب لامو عندما يصل مطور الأسلحة الإمبراطوري أورسون كريننيك للضغط عليه لإكمال نجمة الموت، وهو سلاح فائق في محطة فضائية قادر على تدمير كواكب بأكملها. قُتلت زوجة غالين، ليرا، في المواجهة بينما هربت ابنتهما جين، وأنقذها المتطرف المتمرّد سو غيريرا.
بعد خمسة عشر عامًا، ينشق طيار الشحن بودي رووك عن الإمبراطورية، ويأخذ رسالة هولوغرافية سجلها غالين إلى غيريرا على قمر الصحراء جيدا. يعلم ضابط المخابرات في تحالف المتمردين كاسيان أندور بوجود نجمة الموت من مخبر ويطلق سراح جين من معسكر عمل إمبراطوري في ووباني. تجلب كاسيان جين إلى زعيم المتمردين مون موثما، الذي يقنعها بالعثور على غالين وإنقاذه حتى يتمكن التحالف من معرفة المزيد عن نجمة الموت. يأمر كاسيان سراً بقتل غالين بدلاً من إنقاذه.
يسافر جين وكاسيان والروبوت الإمبراطوري كي-2 إس أو المعاد برمجته إلى جيدا، حيث تقوم الإمبراطورية بإزالة بلورات كايبر من المدينة المقدسة لتزويد نجمة الموت بالطاقة؛ يشارك غيريرا وأنصاره في تمرد مسلح ضدهم. بمساعدة المحارب الروحي الأعمى شيروت إيموي وصديقه المرتزق بيز مالبوس، تتواصل جين مع غيريرا، الذي كان يحتجز رووك أسيرًا. يريها غيريرا الرسالة، التي يكشف فيها غالين أنه قد بنى سرًا ثغرةً في نجمة الموت ويوجهها لاسترداد المخططات من بنك بيانات إمبراطوري على كوكب سكارف.
في نجمة الموت، يأمر كريننيك بإجراء تجربة منخفضة الطاقة تدمر عاصمة جيدا. تأخذ جين ومجموعتها رووك وتهرب من القمر، لكن غيريرا يبقى ليموت مع المدينة. يهنئ تراكين الموف الأكبر كرينيك قبل استخدام انشقاق رووك وخرق الأمن كذريعة للسيطرة على المشروع. يقود رووك المجموعة إلى منشأة أبحاث غالين إمبراطورية على كوكب إيدو، حيث يقرر كاسيان العدول عن قتل غالين. تعلن جين بوجودها قبل لحظات من هجوم المتمردين على المنشأة. يُصاب غالين بجروح قاتلة من قبل المفجرين ويموت بين ذراعي ابنته، قبل أن تهرب مع مجموعتها على متن مكوك شحن إمبراطوري مسروق. يُستدعى كرينيك من قبل دارث فيدر للرد على الهجوم على إيدو. يسعى كرينك للحصول على دعم من جمهور الإمبراطور، لكن فيدر بدلاً من ذلك قام يضيق عليه الخناق ويأمره بضمان عدم حدوث المزيد من الانتهاكات.
تقترح جين خطة لسرقة مخططات نجمة الموت باستخدام أسطول المتمردين لكنها تفشل في الحصول على موافقة مجلس التحالف، الذين يشعرون أن النصر ضد الإمبراطورية مستحيل الآن. بسبب إحباطها من تقاعسهم، تقود مجموعة جين فرقة صغيرة من المتطوعين المتمردين للإغارة على بنك البيانات بأنفسهم. يصلون إلى سكاريف على متن السفينة الإمبراطورية المسروقة، التي يصفها رووك بأنها مارقة، تدخل جين وكاسيان المقنع إلى القاعدة مع الروبوت بينما يهاجم المتمردون الآخرون الحامية الإمبراطورية كتضليل. يعلم أسطول المتمردين بالغارة من الاتصالات الإمبراطورية التي اعترضوها وينتشرون لتقديم الدعم. يضحي الروبوت بنفسه حتى يتمكن كل من جين وكاسيان من استرداد البيانات. يُقتل ويموي بعد تفعيل المفتاح الرئيسي للسماح بالاتصال مع أسطول المتمردين، ويُقتل مالبوس بعد ذلك بوقت قصير. يُقتل رووك بقنبلة يدوية بعد إبلاغ أسطول المتمردين بأنه يجب عليه إلغاء تنشيط الدرع المحيط بالكوكب للسماح بنقل المخططات. تحصل جين وكاسيان على المخططات، لكن يوقع بهما كرينيك في كمين، الذي يُصاب في نهاية المطاف برصاص كاسيان. تنقل جين المخططات إلى سفينة القيادة المتمردة. تدخل نجمة الموت في المدار فوق سكاريف، حيث يستخدم تاركين طلقةً أخرى منخفضة الطاقة لتدمير القاعدة المعرضة للخطر، ما يسفر عن مقتل كرينيك وكاسيان وجين، جنبًا إلى جنب مع جميع القوات الإمبراطورية والمتمردين المتبقية.
يستعد أسطول المتمردين للهروب إلى الفضاء الفائق، ولكن تعترضه سفن أسطول فادر المدمر. يدير فادر سفينة قيادة المتمردين ويقتل العديد من قوات المتمردين في محاولة لاستعادة المخططات، ولكن سفينة فضائية صغيرة تهرب مع الخطط على متنها. على متن السفينة الفارة، تعلن الأميرة ليا أن المخططات ستوفر الأمل للثورة.

## طاقم التمثيل
- فيليسيتي جونز تقوم بدور جين أيرسو[10]
- دييغو لونا بدور كاسيان أندور.[11][12]
- بن مندلسون.[11][13][14]
- دوني ين.[11][14]
- مادس ميكلسن.[15]
- Alan Tudyk .[11][16][17][18]
- جيانغ ون.[11][14]
- فورست ويتيكر

## روابط خارجية
- روج ون: قصة من حرب النجوم على موقع IMDb (الإنجليزية)
- روج ون: قصة من حرب النجوم على موقع ميتاكريتيك (الإنجليزية)
- روج ون: قصة من حرب النجوم على موقع روتن توميتوز (الإنجليزية)
- روج ون: قصة من حرب النجوم على موقع نتفليكس (الإنجليزية)
- روج ون: قصة من حرب النجوم على موقع قاعدة بيانات الأفلام العربية
- روج ون: قصة من حرب النجوم على موقع ألو سيني (الفرنسية)
- روج ون: قصة من حرب النجوم على موقع Turner Classic Movies (الإنجليزية)
- روج ون: قصة من حرب النجوم على موقع أول موفي (الإنجليزية)
- روج ون: قصة من حرب النجوم على موقع بوكس أوفيس موجو (الإنجليزية)
- روج ون: قصة من حرب النجوم على موقع فيلمافينيتي (الإسبانية)